# Langdysse Rolvshøj

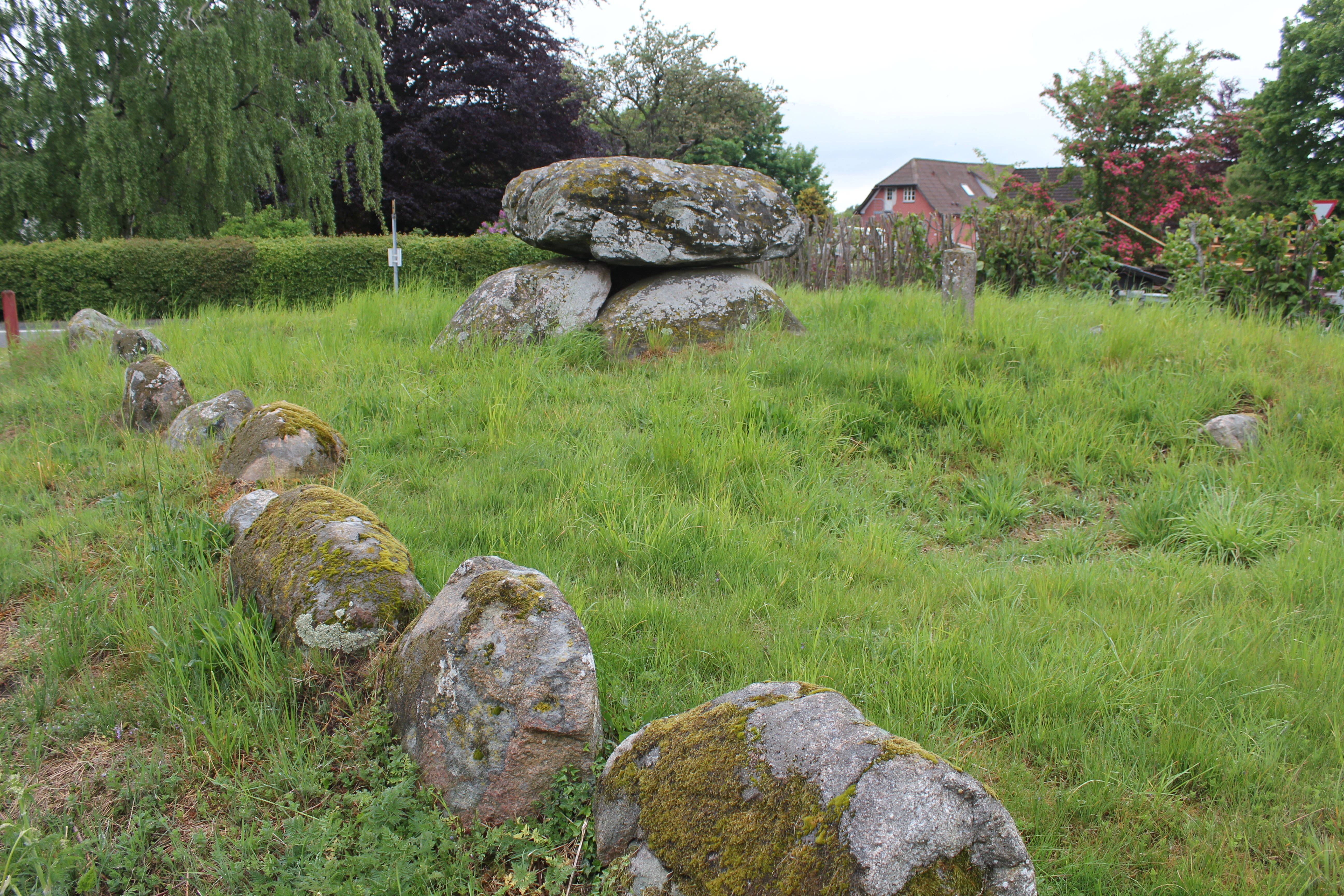
Langdysse Rolvshøj

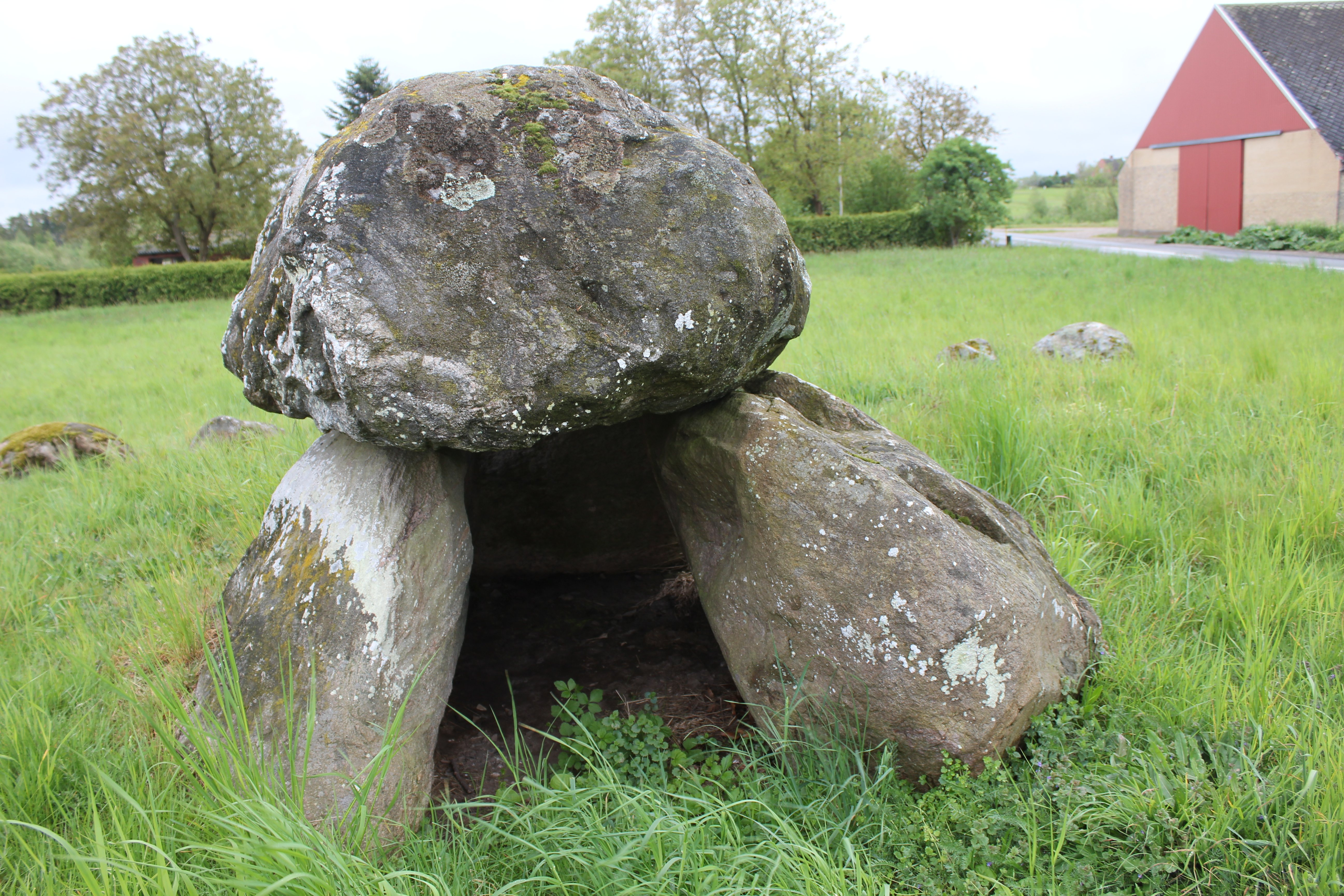
Kammer der Langdysse Rolvshøj

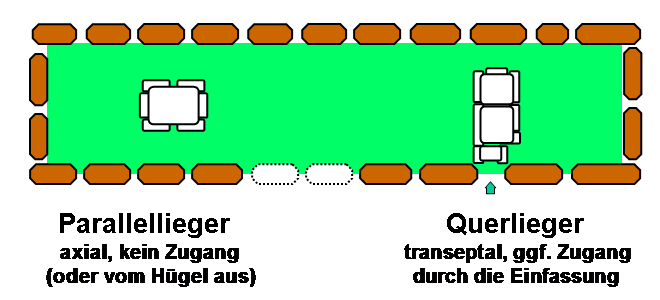
Parallel- und Querlieger

Der Langdysse Rolvshøj (auch Rolfshøj) ist ein Dolmen. Er liegt an der Ecke Ørbæk- und Rolighedsvej in Lossens, westlich von Rolfsted auf Fünen in Dänemark in unmittelbarer Nähe der Wohnbebauung. Die zwischen 3500 und 2800 v. Chr. entstandene Megalithanlage der Trichterbecherkultur (TBK) ist einer der besser erhaltenen Langdyssen auf der Insel.

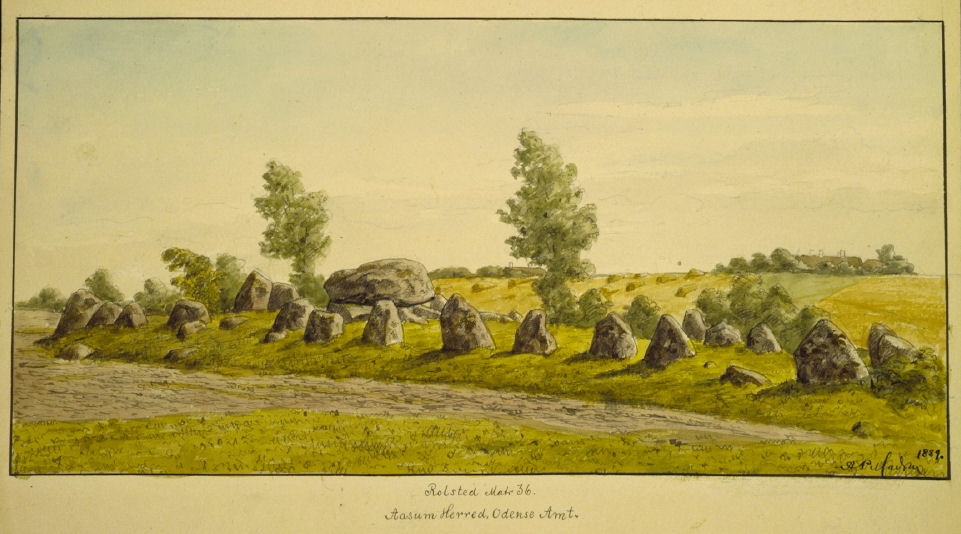
Langdysse Rolvshøj nach A. P. Madsen

## Beschreibung
An der Südwestseite des Hünenbettes stehen noch zehn Randsteine, an der nordwestlichen vier. Ansonsten sind noch drei Steine in situ oder verschleppt vorhanden. Im nordwestlichen Teil des Hügels liegt eine bereits 1890 ausgegrabene Kammer von 2,2 m Länge und 75 cm Breite, bestehend aus 3 Tragsteinen (offen im Nordosten) und einem 1,65 m langen und 1,1 m breiten Deckstein, dessen Oberfläche von Schälchen übersät ist. Im Zentrum des Hügels liegt ein einzelner Stein als Rest eines ausgegangenen Dolmens. Beide Kammern waren als Querlieger im etwa 15 m langen und 7 m breiten Hünenbett platziert.
Die Legende besagt, dass hier der prähistorische legendäre Skjöldungenkönig Rolf Krake (aus dem frühen 6. Jahrhundert) begraben liegt. Rolf Krake (auch Hrolf Krake genannt), war dänischer König in Gammel Lejre auf Seeland. Er wird in der Hrólfs saga kraka, anderen Sagen und in der Gesta Danorum des Saxo Grammaticus erwähnt. Im Beowulf erscheint er unter dem Namen Hrothulf.
Der Runddysse von Tvevadgård liegt östlich von Rolsted.